# Gratiola
Gratiola is een geslacht uit de weegbreefamilie (Plantaginaceae). De soorten komen voor van de gematigde delen van het noordelijk halfrond tot in Ecuador en van Brazilië tot in zuidelijk Zuid-Amerika en Australazië.

## Soorten
- Gratiola amphiantha D.Estes & R.L.Small
- Gratiola bogotensis Cortés ex Pennell
- Gratiola brevifolia Raf.
- Gratiola concinna Colenso
- Gratiola ebracteata Benth. ex A.DC.
- Gratiola floridana Nutt.
- Gratiola fluviatilis Koidz.
- Gratiola graniticola D.Estes
- Gratiola griffithii Hook.f.
- Gratiola heterosepala H.Mason & Bacigal.
- Gratiola hispida (Benth.) Pollard
- Gratiola japonica Miq.
- Gratiola linifolia Vahl
- Gratiola lutea Raf.
- Gratiola mauretanica (Emb. & Maire) I.Soriano & T.Romero
- Gratiola nana Benth.
- Gratiola neglecta Torr.
- Gratiola officinalis L.
- Gratiola oresbia B.L.Rob.
- Gratiola pedunculata R.Br.
- Gratiola peruviana L.
- Gratiola pilosa Michx.
- Gratiola pubescens R.Br.
- Gratiola pumilo F.Muell.
- Gratiola quartermaniae D.Estes
- Gratiola ramosa Walter
- Gratiola sexdentata A.Cunn.
- Gratiola torreyi Small
- Gratiola virginiana L.
- Gratiola viscidula Pennell

Acanthorrhinum · 
Achetaria · 
Adenosma · 
Albraunia · 
Amphianthus · 
Anarrhinum · 
Angelonia · 
Antirrhinum (Leeuwenbek) · 
Aragoa · 
Artanema · 
Asarina · 
Bacopa · 
Basistemon · 
Benjaminia · 
(Besseya) · 
Bougueria · 
Brookea · 
Bryodes · 
Bythophyton · 
Callitriche (Sterrenkroos) · 
Campylanthus · 
Chaenorhinum (Kierleeuwenbek) · 
Chelone (Schildpadbloem) · 
(Chionohebe) · 
Chionophila · 
(Cochlidiosperma) · 
Collinsia · 
(Conobea) · 
Cymbalaria · 
(Detzneria) · 
Digitalis (Vingerhoedskruid) · 
Dintera · 
Dizygostemon · 
Dopatrium · 
Ellisiophyllum · 
Encopella · 
Epixiphium · 
Erinus · 
Galvezia · 
Gambelia · 
Geochorda · 
Globularia (Kogelbloem) · 
Gratiola · 
Hebe · 
Hemiphragma · 
Herpestis · 
Hippuris · 
Holmgrenanthe · 
Holzneria · 
Howelliella · 
Hydrotriche · 
(Isoplexis) · 
Kashmiria · 
Keckiella · 
Kickxia (Stoppelleeuwenbek) · 
Lafuentea · 
Lagotis · 
Limnophila · 
Limosella · 
Linaria (Vlasleeuwenbek) · 
Littorella · 
Lophospermum · 
Mabrya · 
Maurandella · 
Maurandya · 
Mecardonia · 
Melosperma · 
Microcarpaea · 
Misopates · 
Mohavea · 
Monocardia · 
Monopera · 
Monttea · 
Neogaerrhinum · 
(Neopicrorhiza) · 
Nothochelone · 
Nuttallanthus · 
Otacanthus · 
Ourisia · 
Paederota · 
(Parahebe) · 
Penstemon (Penstemon) · 
Philcoxia · 
Picria · 
Picrorhiza · 
Plantago (Weegbree) · 
Poskea · 
Psammetes · 
Pseudorontium · 
Rhodochiton · 
Russelia · 
Sairocarpus · 
Schistophragma · 
Schweinfurthia · 
Scoparia · 
Scrofella · 
Sibthorpia · 
Stemodia · 
(Synthyris) · 
Tetranema · 
Tetraulacium · 
Tonella · 
Uroskinnera · 
Veronica (Ereprijs) · 
Veronicastrum · 
Wulfenia · 
Wulfeniopsis